# Gmina Beltinci
Gmina Beltinci (słoweń.: Občina Beltinci) – gmina w Słowenii. W 2002 roku liczyła 8300 mieszkańców.

## Miejscowości
Miejscowości wchodzące w skład gminy Beltinci:
- Beltinci (prekmurski: Böltinci, węg.: Belatinc lub Belatincz, niem.: Fellsdorf) – siedziba gminy,
- Bratonci (węg.: Murabaráti, niem.: Neuhof),
- Dokležovje (prekmurski: Dekležovje, węg.: Murahely, stara nazwa: Dekležin),
- Gančani (węg.: Lendvarózsavölgy, stara nazwa w dialekcie prekmurskim: Ganiča),
- Ižakovci (prekmurski: Ižekovci, węg.: Murasziget),
- Lipa (węg.: Kislippa),
- Lipovci (prekmurski: Lipouvci, węg.: Hársliget),
- Melinci (węg.: Muramelence).